# IC 4839
IC 4839 је спирална галаксија у сазвјежђу Телескоп која се налази на листи објеката дубоког неба у Индекс каталогу.
Деклинација објекта је - 54° 37' 35" а ректасцензија 19h 15m 33,9s. Привидна величина (магнитуда) објекта IC 4839 износи 12,4 а фотографска магнитуда 13,2. Налази се на удаљености од 16,683 милиона парсека од Сунца. IC 4839 је још познат и под ознакама ESO 184-48, AM 1911-544, IRAS 19114-5443, PGC 62975.